# 喬·洛瓦諾
喬·洛瓦諾（Joseph Salvatore "Joe" Lovano，1952年12月29日—），是美國爵士樂薩克斯管演奏家，中音單簧管演奏家，長笛演奏家和鼓手。20世紀80年代後期以來，喬·洛瓦諾是世界上最有名的薩克斯管演奏家。他的妻子是爵士歌手朱迪·西爾瓦諾。